# خانه مسلم
خانه مسلم مربوط به دوره قاجار است و در سبزوار، خیابان بیهق، ضلع غربی، خیابان قائم واقع شده و این اثر در تاریخ ۸ مرداد ۱۳۸۱ با شمارهٔ ثبت ۵۹۶۲ به‌عنوان یکی از آثار ملی ایران به ثبت رسیده است.
این خانه در دوره ریاست جمهوری احمدی‌نژاد توسط دیوان عالی کشور از فهرست ثبت آثار ملی درآمده و تخریب گردید. رؤسای سازمان میراث فرهنگی در این دوره هیچ اقدامی در خصوص مقابله با این امر نکردند.